# Литература Кабо-Верде
Литература Кабо-Верде развивается, в основном, на португальском, а также на креольском (креольо, кабувердьяну) языках. Первый образец португальской литературы с островов — анналы Андре Алвареша ди Алмады о португальской экспансии XVI века. Первая книга на креольо «Горести любви» Шавьера да Куньи издана в 1893 году. Можно отметить цикл сказок о дядюшке волке, созданный сатириками Сержио Фрузони и Джунгой (Жуаном Клеафашем Мартиншем) по мотивам местного фольклора. Крупнейшие креольские поэты — Эужениу Тавариш, Шавьерде Круз, Педру Кардозу, Каобердиано Дамбара. Из них наиболее талантливым считается Тавариш, «креольский бард». Он ввёл в литературу жанр морны — кабо-вердианской народной песни, получившей мировую известность благодаря Сезарии Эворе. В поэзии Тавереса ощущается влияние лирики Уильяма Шекспира, португальцев Луиша де Камоэнса, Жуана Деуша.
Важным этапом в развитии национальной литературы является создание в 1936 году журнала «Кларидаде», вокруг которого группировались Жоржи Барбоза, Балтазар Лопеш да Силва (известный под псевдонимом Освалду Алкантара), Мануэл Лопеш, Педро Коризиньо Азаведо. На кларидовцев оказало влияние творчество португальцев Фернандо Пессоа, Мрио Са Конейро, бразильцев Жоржи Амаду, Грасильяну Рамуса, Жоржи ди Лима, Энрику Верисиму. Главная тема творчества «кларидцев» — эмиграция в чужие края, любовь-ненависть к родному краю. Этой теме посвящены романы Балтазара Лопеша «Шикиньо» (1947) и Мануэла Лопеша «Яростный ливень» (1956) (есть русский и украинский переводы). «Шикиньо» посвящён судьбе интеллигента и строится как роман-воспитание. «Яростный ливень» описывает жизнь деревни  и связан с традициями португальского неореализма.
Критика колониального режима содержится в книгах Мануэла Ферейры «Час отплытия» и «Ордер на арест». В них нашли отражения события Второй мировой войны, произвол салазаровской полиции ПИДЕ, отправка африканцев на принудительные работы на Сан-Томе и Принсипи. «Ордер на арест» отличается усложнённостью языка, что сближает его, например, с романами Жозе Сарамагу. Португальский литературовед Оскар Лопеш характеризует «Ордер на арест» как одно из самых значительных произведений на португальском языке 70-х годов XX века. Из современных писателей можно отметить Жерману Алмейду, Армениу Виейру, Луиша Роману ди Мелу, Энрике Тейшейру де Соузу.
Кабо-Верде упоминается в «Лузиадах» Камоэнса, «Каботажном плаванье» Жоржи Амаду, «Путешествии на Бигле» Чарльза Дарвина, «Фрегате Палада» И. А Гончарова, «Вокруг света на коршуне» К. М. Станюковича.
Камоэнс отождествляет Кабо-Верде с легендарными островами блаженных. Соответствующая строчка есть на гербе страны.